# Luis Fernando Camacho
Luis Fernando Camacho Vaca (* 15. Februar 1979 in Santa Cruz de la Sierra) ist ein bolivianischer Rechtsanwalt, Unternehmer, christlicher Fundamentalist und Aktivist der politischen Rechten. Er ist ein Vertrauter des bolivianisch-kroatischen Oligarchen Branko Marinkovic und wurde durch sein Auftreten im Zuge der umstrittenen Präsidentschaftswahl in Bolivien 2019, dem darauf folgenden Rücktritt von Präsident Evo Morales und der Einsetzung von Jeanine Áñez als Präsidentin international bekannt. Camacho nahm eine wichtige Rolle bei den Protesten gegen den damaligen Staatschef Morales ein und übergab Morales begleitet von Sicherheitskräften die Rücktrittsaufforderung. Am 28. Dezember 2022 ordnete ein Gericht in La Paz deswegen Untersuchungshaft für Camacho an und warf ihm Beteiligung an einem Regierungsumsturz 2019 vor. Camacho wurde 2021 Gouverneur der Region Santa Cruz.

## Werdegang

### Familie und Ausbildung
Camacho ist Sohn eines Paramilitärs, der in den 1980er Jahren auf der Seite der Militärputschisten in Bolivien stand. Er entstammt einer wohlhabenden Unternehmerfamilie, die lange von der Ausbeutung der reichen Erdgasreserven Boliviens profitierte und in Santa Cruz Teil eines Erdgas-Kartells bildete. Sein Vater, José Luis Camacho Miserendino, war Eigentümer der Firma SERGAS, die über 20 Jahre ein Monopol auf den Vertrieb von Gas in Santa Cruz und in den Großstädten Montero und Warnes hatte. Sein Onkel Enrique Camacho kontrollierte SOCRE und sein Cousin Cristian Camacho CONTROGAS. Seine Familie verlor einen Teil ihres Vermögens, als Präsident Evo Morales die Ausbeutung der Naturressourcen des Landes verstaatlichte, um seine umfangreichen Sozialprogramme zu finanzieren – die die Armut um 42 % und die extreme Armut um 60 % reduzierten.
Camacho studierte Rechtswissenschaften an der Private University of Santa Cruz (UPSA) und graduierte mit einem Abschluss in Internationalem Handel und einem Master in Unternehmensrecht.

### Engagement in der UJC
Camacho wurde 2002, als er 23 Jahre alt war, Leiter der Unión Juvenil Cruceñista (UJC), einer offen neofaschistischen und separatistischen Organisation, die als paramilitärische Vereinigung gilt. Die UJC wurde mit Attentaten auf Evo Morales in Verbindung gebracht und ist berüchtigt für physische Angriffe auf Linke, indigene Bauern und Journalisten. Sie hängt einer rassistischen und homophoben Ideologie an. Das Symbol der UJC ist ein grünes Kreuz, das starke Ähnlichkeiten mit Logos historischer faschistische Bewegungen aufweist; seine Mitglieder sind dafür bekannt, den nationalsozialistischen Gruß „Sieg-Heil“ zu nutzen.

### Separatistische Bewegung
Im Jahre 2004 verließ er die UJC, um das Wirtschaftsimperium seiner Familie weiter auszubauen und in den Reihen des „Pro-Santa Cruz Komitees“ aufzusteigen, zu dessen Vorsitzenden er gewählt wurde, eine Bürgervereinigung aus einflussreichen Unternehmern und anderen Gruppierungen. Im „Pro-Santa Cruz Komitee“ wurde er der politische Protegé und Vertraute einer der wichtigsten Führungsfiguren der separatistischen Bewegung Boliviens, des bolivianisch-kroatischen Oligarchen Branko Marinkovic. Marinkovic floh aus Bolivien, um Gerichtsverfahren wegen Volksverhetzung und Separatismus zu umgehen. Im Jahre 2008 verurteilte die Fédération internationale des ligues des droits de l’Homme in einem Offenen Brief das „Pro-Santa Cruz Komitee“ als „Akteur und Förderer von Rassismus und Gewalt in Bolivien“.
Im Mai 2019 traf sich Camacho mit dem rechtskonservativen, kolumbianischen Präsidenten Iván Duque. Camacho trug dazu bei, die regionalen Bemühungen zu unterstützen, die Legitimität der Präsidentschaft Morales' am Interamerikanischen Gerichtshof für Menschenrechte der OAS zu untergraben und versuchte seine Kandidatur für die Präsidentschaftswahl im Oktober zu blockieren. Im selben Monat traf sich Camacho auch mit Ernesto Araújo, dem Außenminister Brasiliens der ultrarechten Regierung von Jair Bolsonaro und sicherte sich die Unterstützung Bolsonaros für den Regimewechsel in Bolivien.
Während der Proteste nach der umstrittenen Wiederwahl von Morales stieg er schnell zum Anführer des Anti-Morales Lagers auf. Dabei konzentrierte er sich weniger auf den politischen Gegensatz zu Morales, sondern auf seinen katholischen Glauben und den Wunsch Bolivien gegen die von ihm als Tyrannei bezeichnete Herrschaft von Morales wieder zu vereinen. Camacho forderte in seinen Ansprachen, Bolivien müsse von „Hexerei“ und „Satan“ befreit werden. Ihm wird nachgesagt, stets mit der Bibel und einem Rosenkranz zu reisen. Seine politischen Positionen sind stark christlich-fundamentalistisch geprägt und er ist ein Verehrer der Jungfrau von Fatima. Die römisch-katholische apostolische Hierarchie unterstützte sowohl Camacho als auch andere Laien der militanten Morales-Gegner. Camachos Anhänger verbrannten Wiphala-Fahnen, die die indigene Bevölkerung des Landes und die plurinationale Vision von Morales symbolisieren.
Camacho wird wegen seines politischen Programmes auch als Boliviens Bolsonaro bezeichnet.
Nachdem Morales zu Neuwahlen aufgerufen hatte und zunächst die Polizei meuterte, schließlich auch das Militär ihm die Gefolgschaft verweigerte, forderte ihn der oberste Befehlshaber der Streitkräfte, Williams Kaliman, zum Rücktritt auf. Camacho übergab Morales begleitet von Sicherheitskräften eine schriftliche Rücktrittsaufforderung. Am 10. November 2019 betrat Camacho den Regierungssitz Palacio Quemado, der von der Polizei bewacht wurde. Er legte eine Bibel auf die Nationalfahne und kniete sich zum Dankesgebet nieder. Der ihn begleitende Pastor erklärte: „Die Bibel ist in den Palast zurückgekehrt! Pachamama wird niemals zurückkehren“. Auf Camachos Anweisungen hin zündeten bewaffnete und vermummte Schlägertrupps, die sich unter die meuternde Polizei gemischt hatten, Häuser an, entführten Menschen und fesselten einen Fernsehdirektor an einen Baum.

### Präsidentschafts-Ambitionen
Nachdem Übergangspräsidentin Jeanine Áñez Neuwahlen angesetzt hatte, wurde Camacho als möglicher Kandidat gehandelt, obwohl er versprochen hatte, dies nicht anzustreben. Als am 13. November 2019  Áñez das Interimskabinett stellte, waren darin persönliche Vertraute Camachos: Jerjes Justiniano, Camachos persönlicher Anwalt wurde „Ministro de la Presidencia“ (Präsidialamtsminister) und Innenminister (offiziell „Regierungsminister“) wurde Arturo Murillo.
Ende November 2019 kündigte Camacho seine Kandidatur für das Präsidentenamt an. Camacho verlieh Anfang Dezember 2019 Fernando del Rincón, einem Journalisten des US-Fernsehsenders CNN, die Medaille „Potenzada-Kreuz“ des „Pro-Santa Cruz Komitees“ für dessen wohlwollende Berichterstattung über den Regierungswechsel.
Bei der Präsidentschaftswahl 2020 gewann die sozialistische Movimiento al Socialismo (MAS) mit ihrem Kandidaten Luis Arce bereits im ersten Wahlgang klar mit 55,10 %. Die konservative Comunidad Ciudadana mit dem Kandidaten Carlos Mesa erreichte 28,83 %. Camacho, als Kandidat der rechten Creemos („wir glauben“), kam auf 14 %. Die Wahl beendete die elfmonatige Übergangsregierung unter Jeanine Áñez.

### Gouverneur von Santa Cruz
Bei den Regionalwahlen 2021 wurde Camacho zum Gouverneur der Region Santa Cruz gewählt.
Santa Cruz ist die wirtschaftlich stärkste Region Boliviens mit der größten landwirtschaftlichen Produktion. Im November 2022 legte ein 36-tägiger Generalstreik in Santa Cruz die Wirtschaft nieder und verursachte einen Schaden von geschätzten 1 Milliarde USD. Camacho war Organisator des Streiks, um damit gegen die Verschiebung eines nationalen Zensus zu protestieren, der die Region mutmaßlich gestärkt hätte. Von den Ergebnissen verspricht sich Santa Cruz einen höheren Anteil der nationalen Steuereinnahmen und Kongresssitze.

### Festnahme Ende 2022 und Untersuchungshaft

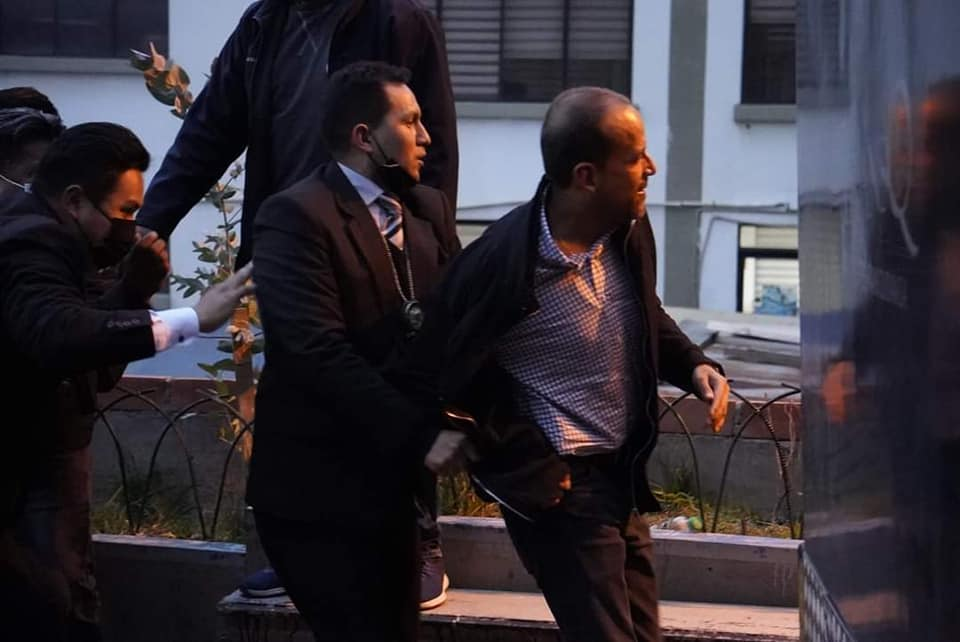
Festnahme von Luis Fernando Camacho am 28. December 2022. Quelle: Staatliche Agencia Boliviana de Información

Am 28. Dezember 2022 wurde Camacho aufgrund eines Haftbefehls vom Oktober festgesetzt. Ihm wird im Zusammenhang mit seiner Rolle bei den Protesten gegen den damaligen Staatschef Evo Morales Beteiligung an einem Staatsstreich 2019 vorgeworfen. Der Festnahme gingen wochenlange Proteste in Santa Cruz voraus, die von Camacho angeführt worden waren.
Am 28. Dezember 2022 ordnete ein Gericht in La Paz eine sechsmonatige Untersuchungshaft für Camacho an. Daraufhin kam es zu gewalttätigen Protesten seiner Anhänger und Flugausfällen am internationalen Flughafen Viru Viru. Angehörige von Opfern der Gewalttaten unter der Präsidentschaft von Áñez forderten in einem Protest eine Gefängnisstrafe für Camacho, Unterstützer von Camacho bezeichneten die Verhaftung hingegen als Verfolgung. Camacho selbst bezeichnete seine Rolle 2019 als stolzen Teil des „größten Kampfes in der Geschichte Boliviens“. Die lang anhaltende Untersuchungshaft ohne eine bisherige Verurteilung wurde später von Human Rights Watch kritisiert.

## Panama Papers
Ungeachtet des Schutzes aus Kreisen der katholischen Kirche und der Privatwirtschaft, den Camacho genoss, untersuchte in den letzten Sommermonaten 2019 die Legislativkommission seine Rolle im Skandal um die Panama Papers. Aus der Legislativkommission ging hervor, dass Camacho als „Vermittler“ drei Unternehmen gegründet hat: „Medis Overseas Corp.“, „Navi International Holding“ und „Positive Real Estate“. Camacho wurde als derjenige identifiziert, der Unternehmen und Einzelpersonen dabei half, zur Verschleierung von Vermögen monetäre Werte offshore zu verlagern, Konstrukte zur Steuerhinterziehung zu entwickeln und Geld zu waschen.